# Saint-Julia
Saint-Julia település Franciaországban, Haute-Garonne megyében. Lakosainak száma 417 fő (2022. január 1.). Saint-Julia Mouzens, Puéchoursi, Le Cabanial, Montégut-Lauragais, Nogaret és Saint-Félix-Lauragais községekkel határos.

## Népesség
A település népessége az elmúlt években az alábbi módon változott:
| Lakosok száma | 382  | 314  | 305  | 382  | 379  | 408  | 412  | 413  | 413  | 417  |
|               | 1968 | 1982 | 1990 | 2006 | 2013 | 2015 | 2017 | 2019 | 2020 | 2022 |

## Műemlékek

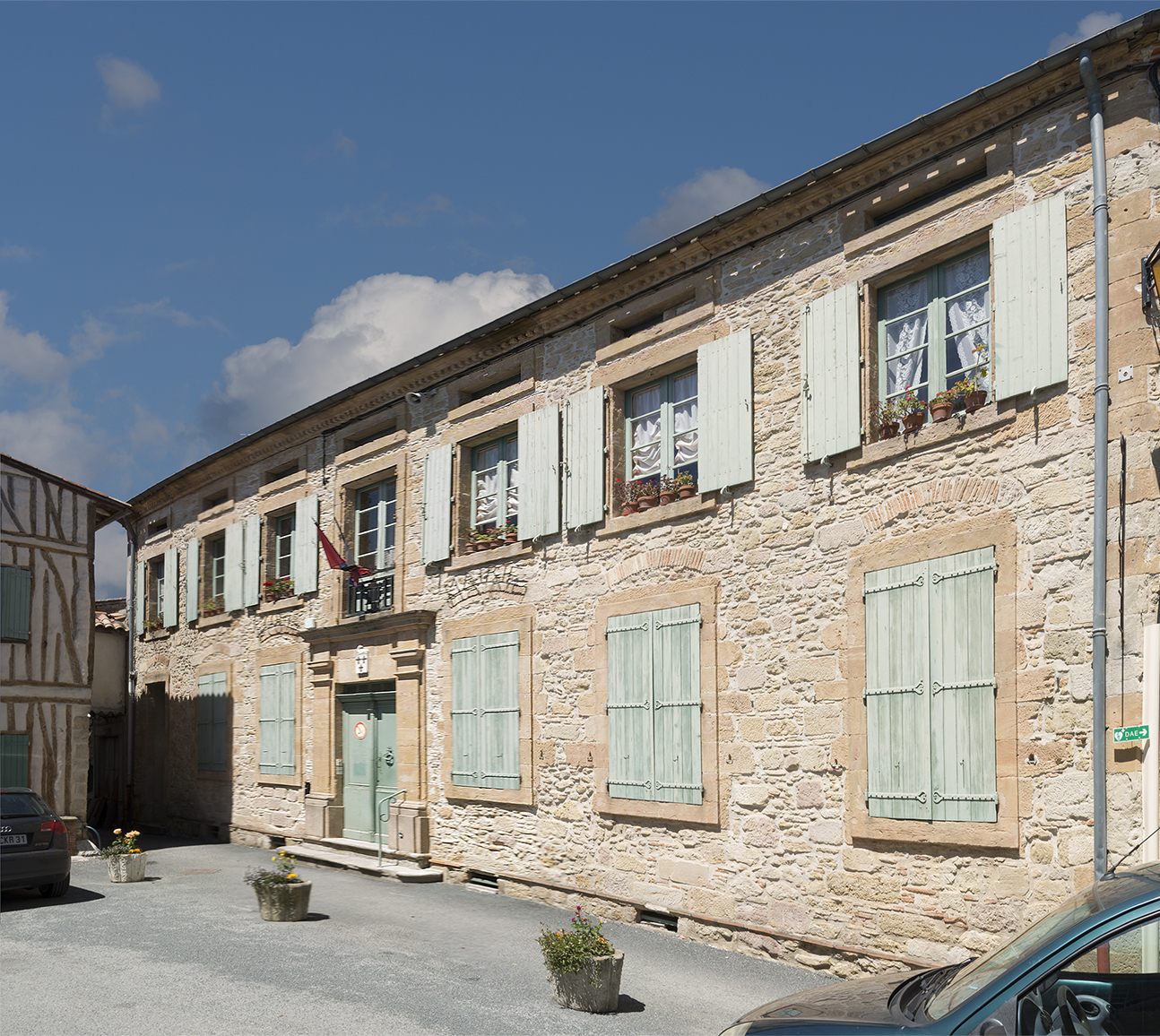
Városháza.
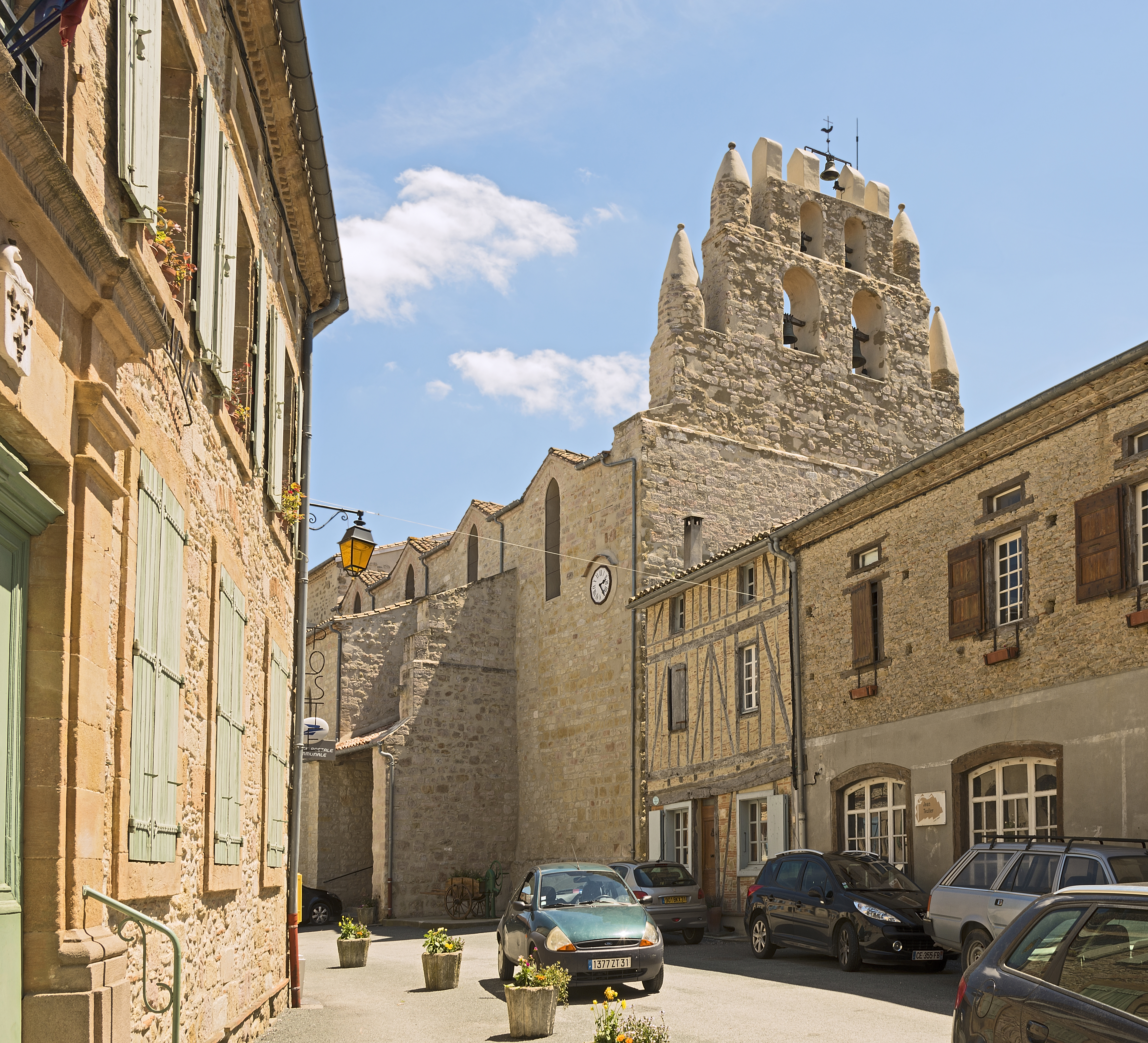
A templom.
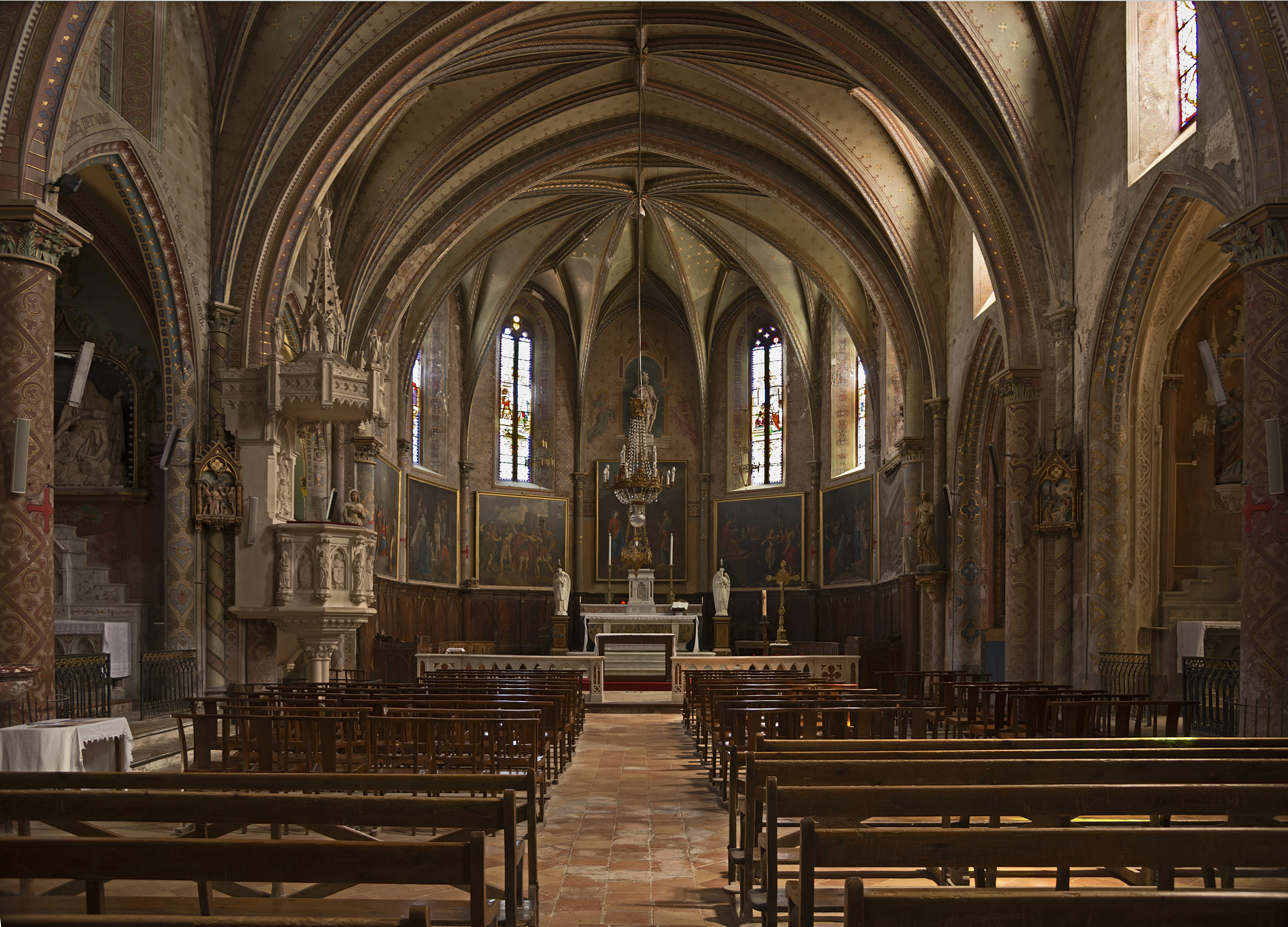
Az templombelsőt